# Ren Ye
Ren Ye, född den 13 juli 1986 i Fushun, Kina, är en kinesisk landhockeyspelare.
Hon tog OS-silver i damernas landhockeyturnering i samband med de olympiska landhockeytävlingarna 2008 i Peking.